# Stenophrus
Stenophrus är ett släkte av steklar som beskrevs av Förster 1841. Stenophrus ingår i familjen puppglanssteklar.
Släktet innehåller bara arten Stenophrus compressus.